# Distrito Escolar del Condado de Collier

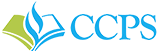
Logotipo de las Escuelas Públicas del Condado de Collier

El Distrito Escolar del Condado de Collier o las Escuelas Públicas del Condado de Collier (Inglés: District School Board of Collier County o Collier County Public Schools) es un distrito escolar del Condado de Collier, Florida. Tiene su sede en el Centro Administrativo de Martin Luther King en Naples. El distrito tiene 48,000 estudiantes, y 3,200 profesoras. Administra 58 escuelas públicas, incluyendo siete escuelas autónomas. Tiene escuelas públicas en Naples, Everglades City, Immokalee, y Marco Island.

## Escuelas Secundarias
- Barron Collier High School
- Everglades City School
- Golden Gate High School
- Gulf Coast High School
- Immokalee High School
- Lely High School
- Lorenzo Walker Technical High School
- Naples High School
- Palmetto Ridge High School

## Escuelas Medias
- Corkscrew Middle
- Cypress Palm Middle
- East Naples Middle
- Golden Gate Middle
- Gulfview Middle
- Immokalee Middle
- Manatee Middle
- Marco Island Charter Middle
- North Naples Middle
- Oakridge Middle
- Pine Ridge Middle

## Escuelas Primarias
- Avalon Elementary
- Big Cypress Elementary
- Calusa Park Elementary
- Corkscrew Elementary
- Eden Park Elementary
- Estates Elementary
- Golden Gate Elementary Intermediate (3-5)
- Golden Gate Elementary Primary (K-2)
- Golden Terrace Elementary Intermediate (3-5)
- Golden Terrace Elementary Primary (K-2)
- Highlands Elementary
- Lake Park Elementary
- Lake Trafford Elementary
- Laurel Oak Elementary
- Lely Elementary
- Manatee Elementary
- Mike Davis Elementary
- Naples Park Elementary
- Osceola Elementary
- Palmetto Elementary
- Parkside Elementary
- Pelican Marsh Elementary
- Pinecrest Elementary
- Poinciana Elementary
- Sabal Palm Elementary
- Sea Gate Elementary
- Shadowlawn Elementary
- Tommie Barfield Elementary
- Veterans Memorial Elementary
- Village Oaks Elementary
- Vineyards Elementary

## Escuelas Autónomas
- Marco Island Charter Middle School (6-8)
- Collier Charter Academy (K-8)
- Gulf Coast Charter Academy (K-8)
- BridgePrep Academy (K-8)
- Immokalee Community School (K-6)
- Marco Island Academy (9-12)
- Everglades City School (VPK-12)

## Escuelas Alternativas
- Beacon High School
- Collier Regional Juvenile Detention Center (Colaboración con el Departamento de Justicia Juvenil de Florida
- New Beginnings (Naples y Immokalee)
- Phoenix Program (Naples y Immokalee)

## Demografía
- Masculino - 52%
- Femenino - 48%
- Hispano - 52%
- Blanco - 33%
- Negro - 11%
- Otro - 4% [4]